# Druisheim

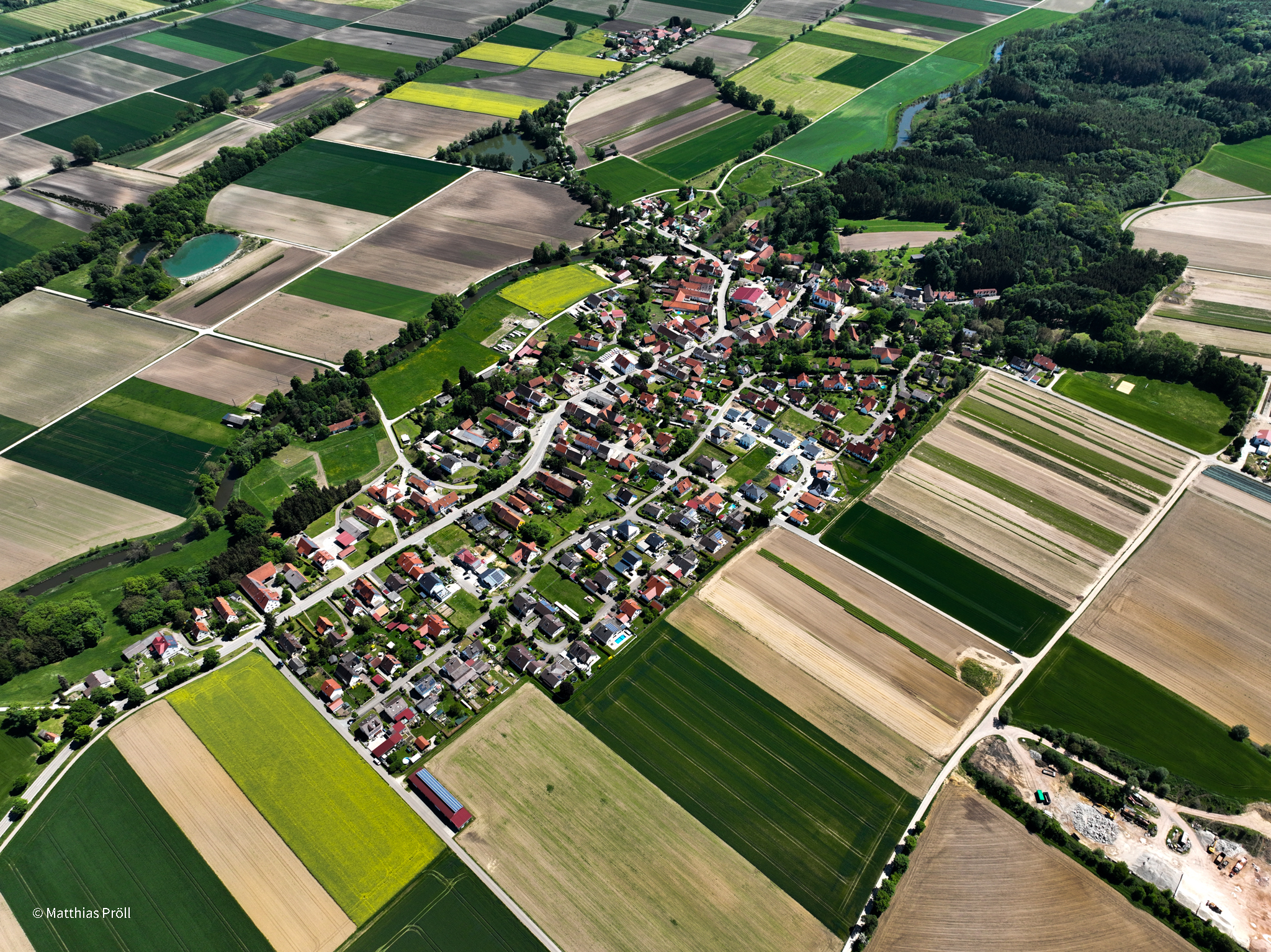
Druisheim aus der Luft

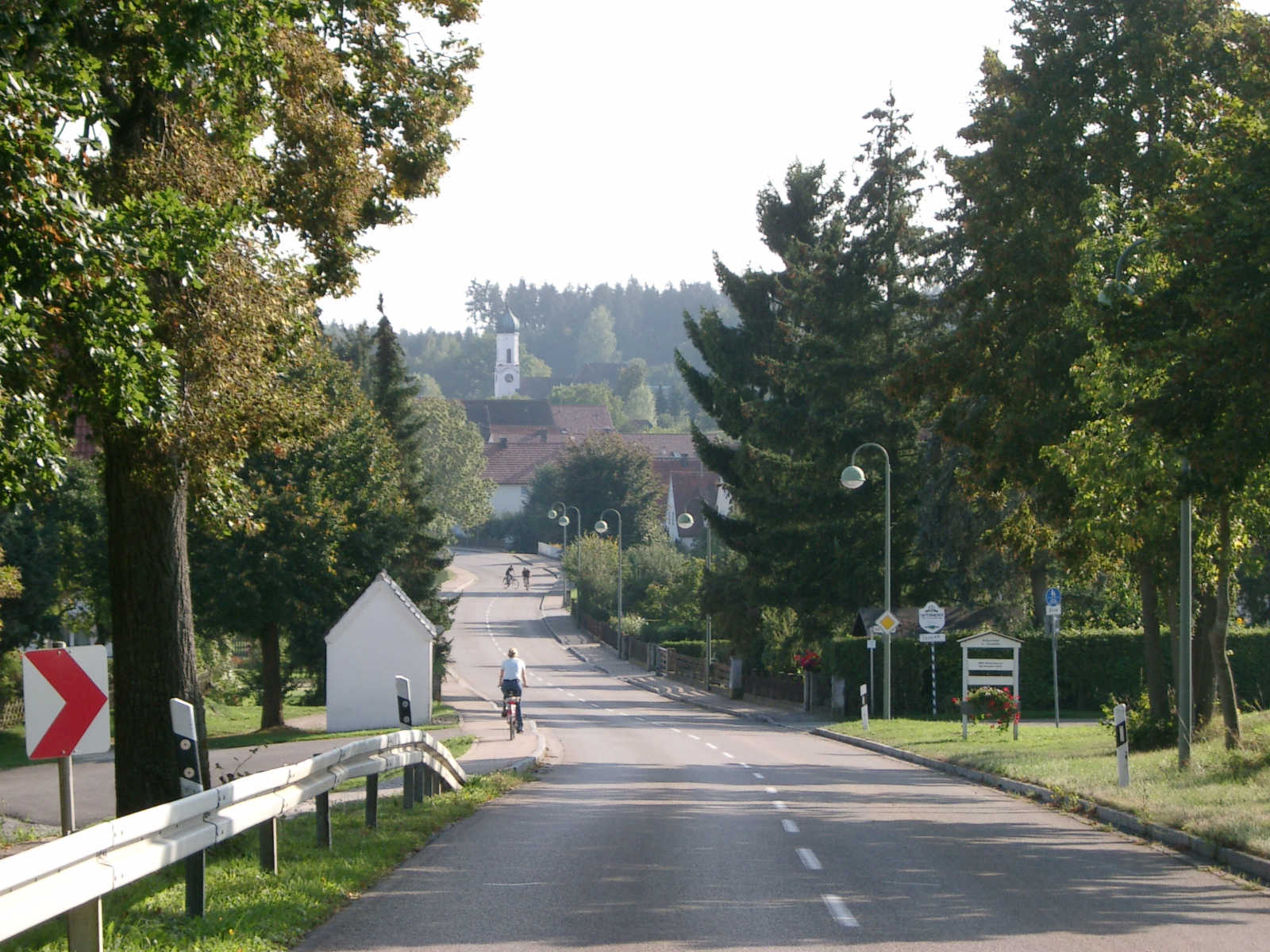
Ortseingang aus Mertingen kommend

Druisheim ist ein Gemeindeteil der Gemeinde Mertingen im Landkreis Donau-Ries (Regierungsbezirk Schwaben, Bayern).

## Geographie
Das Kirchdorf liegt am südlichen Ende des Landkreises Donau-Ries auf einer Höhe von 432 m ü. NHN und hat 526 Einwohner (Stand 2024). Am Ortsrand durchfließt den Ort die Schmutter, kurz bevor sie in die Donau einmündet.

## Geschichte
Um das Jahr 500 n. Chr. setzte die Germaneneinwanderung  ein, die die Römerherrschaft beendete. In der Nähe des zu dieser Zeit bereits zerstörten Römerkastells Burghöfe bei den Burghöfen ließ sich die Sippe des Mardo nieder und gründete die Siedlung Mardingen (später Märdingen, heute Mertingen). Von dieser Urmark Mertingen zog um 600 n. Chr. ein gewisser Trouwin eine halbe Stunde südwärts aus und gründete auf einem Berg Trouwinsheim (später Truwinsheim, heute Druisheim). Auf halber Strecke zwischen beiden Orten entstand ab dem 7. Jahrhundert um das heutige Gut Burghöfe ein Herrenhof mit Wirtschaftshof (die späteren Burghöfe), der ab dem 9. Jahrhundert befestigt und zur Burg Turenberc ausgebaut wurde.
Aus dem einstigen Sippenoberhaupt wurde im Laufe der Jahrhunderte ein Ortsadel, der sich im heutigen Pfarrgarten ein Schloss errichtete und sich „von Druisheim“ nannte. Dieser Ortsadel erscheint urkundlich erstmals 1156 als ein gewisser Bernold von Trusheim im Gefolge von Kaiser Friedrich Barbarossa zu Donauwörth. Der Ortsadel hatte die Herrschaft über Druisheim bis Mitte des 14. Jahrhunderts inne. Zu dieser Zeit brachte der aufblühende Handel die Verarmung des niederen Adels, der sich somit zum Verkauf von Teilen des Ortes gezwungen sah.
Seit dieser Zeit änderten sich die Herrschaftsverhältnisse in Druisheim ständig. Von 1360 bis 1501 führte das Geschlecht der Pappenheimer, benannt nach ihrer Stammburg Pappenheim bei Treuchtlingen, die Regentschaft über Druisheim. Diese verkauften den Ort 1501 an die Stettner mit Anton Stettner von Haldarmarstetten als Oberhaupt. Diese führten die Ortsherrschaft aber nur kurze Zeit und verkauften 1552 den gesamten Ort wieder an Graf Anton Fugger, Herr zu Kirchberg und Weißenhorn. Mit dem Verkauf ging Druisheim in die Hände des berühmten Augsburger Kaufmannsgeschlechts über. Die Fugger waren inzwischen so reich und mächtig, dass der Kaiser ohne ihre Geldhilfe keine Kriege mehr führen konnte. Anton Fugger vergrößerte die Druisheimer Flur und ließ das Schloss zu „Treusham“ neu erbauen. Mit dem Schwedeneinfall während des Dreißigjährigen Krieges verlor Druisheim für die Fugger jedoch an Wert, „indem der mehrer Teil in der Aschen liegt, auch das Schloss und Zugehör teils eingefallen teils sonst übel zergangen und zugerichtet.“
Somit fiel es 1652 der Äbtissin des Benediktinerinnenstifts Holzen nicht schwer, Druisheim den Fuggern abzukaufen. 150 Jahre lang stand fortan Druisheim unter der Herrschaft des adeligen Benediktinerinnenstifts Sanct Johann Baptist zum Holz, kurz Kloster Holzen genannt.
In diese Zeit fiel 1731/1732 der Bau der Pfarrkirche St. Veit, ein spätbarockes Bauwerk von Geschlossenheit. Matthäus Günther, der letzte Großmeister des schwäbischen Rokoko, malte die Deckenfresken, bekannte Künstler wie Johann Georg Bschorer und Johann Michael Fischer trugen zur Ausstattung bei.
Nach einem Gelübde, das Druisheim von einer schweren Seuche befreit haben soll, entstand 1749 an der Straße nach Nordendorf die Kapelle zur schmerzhaften Mutter Gottes, die ebenfalls von Matthäus Günther ausgemalt wurde.

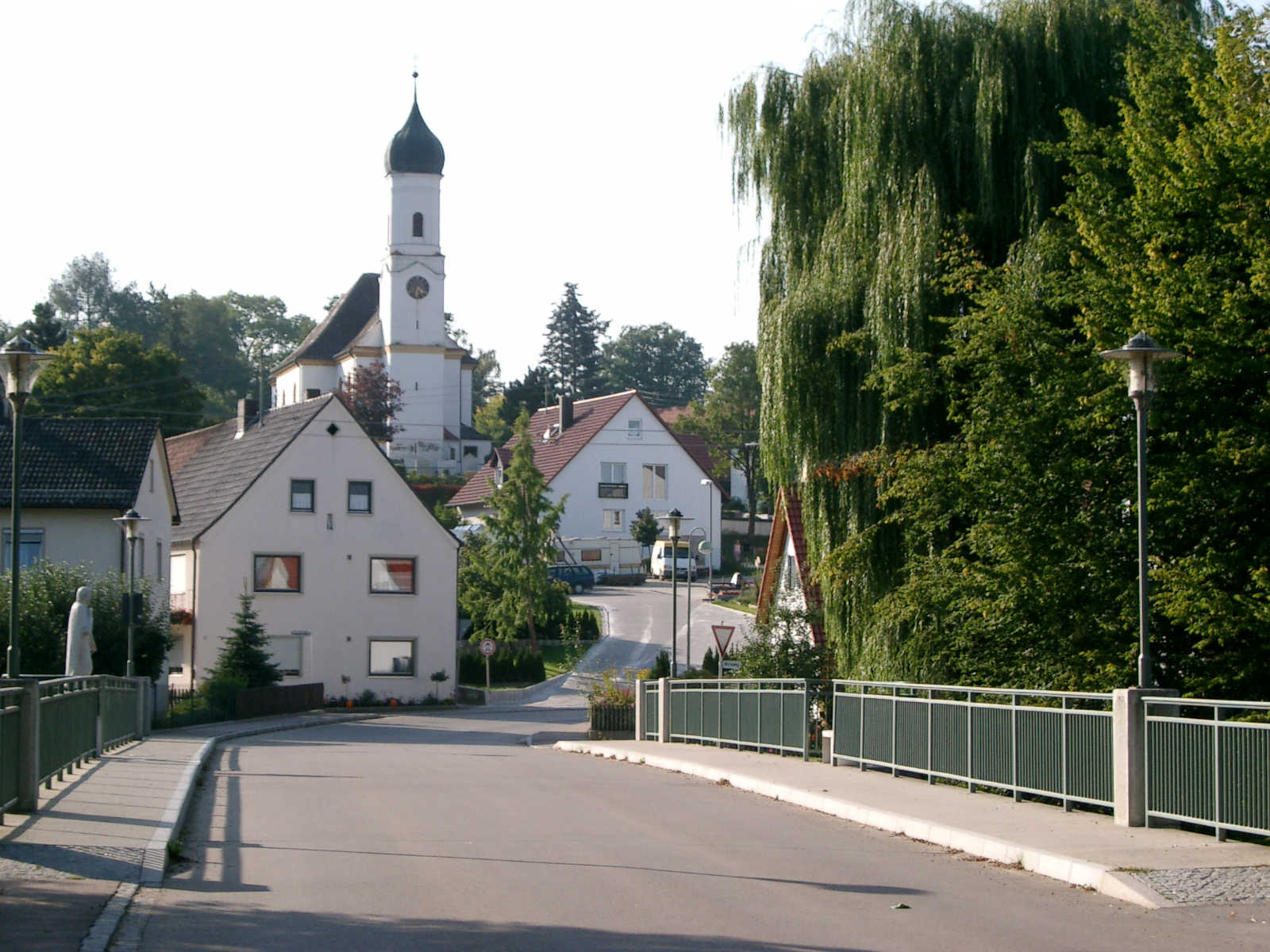
St. Vitus Druisheim

1802 wurde im Rahmen der Säkularisation das Kloster aufgelöst. Holzen fiel mit allen Herrschaftsrechten, also auch Druisheim, an den Fürsten von Hohenzollern-Sigmaringen und später an den Grafen Fischler-Treuberg, dessen Sohn die Herrschaft bis 1848 innehatte.
1848 erhielt Druisheim die Selbständigkeit, die Gemeinde wurde dem Bayerischen Staat unterstellt. 130 Jahre lang war Druisheim eine selbständige politische Gemeinde. Im Zuge der Gebietsreform schloss sich die Gemeinde Druisheim am 1. Mai 1978 mit der Gemeinde Mertingen zusammen.

## Baudenkmäler

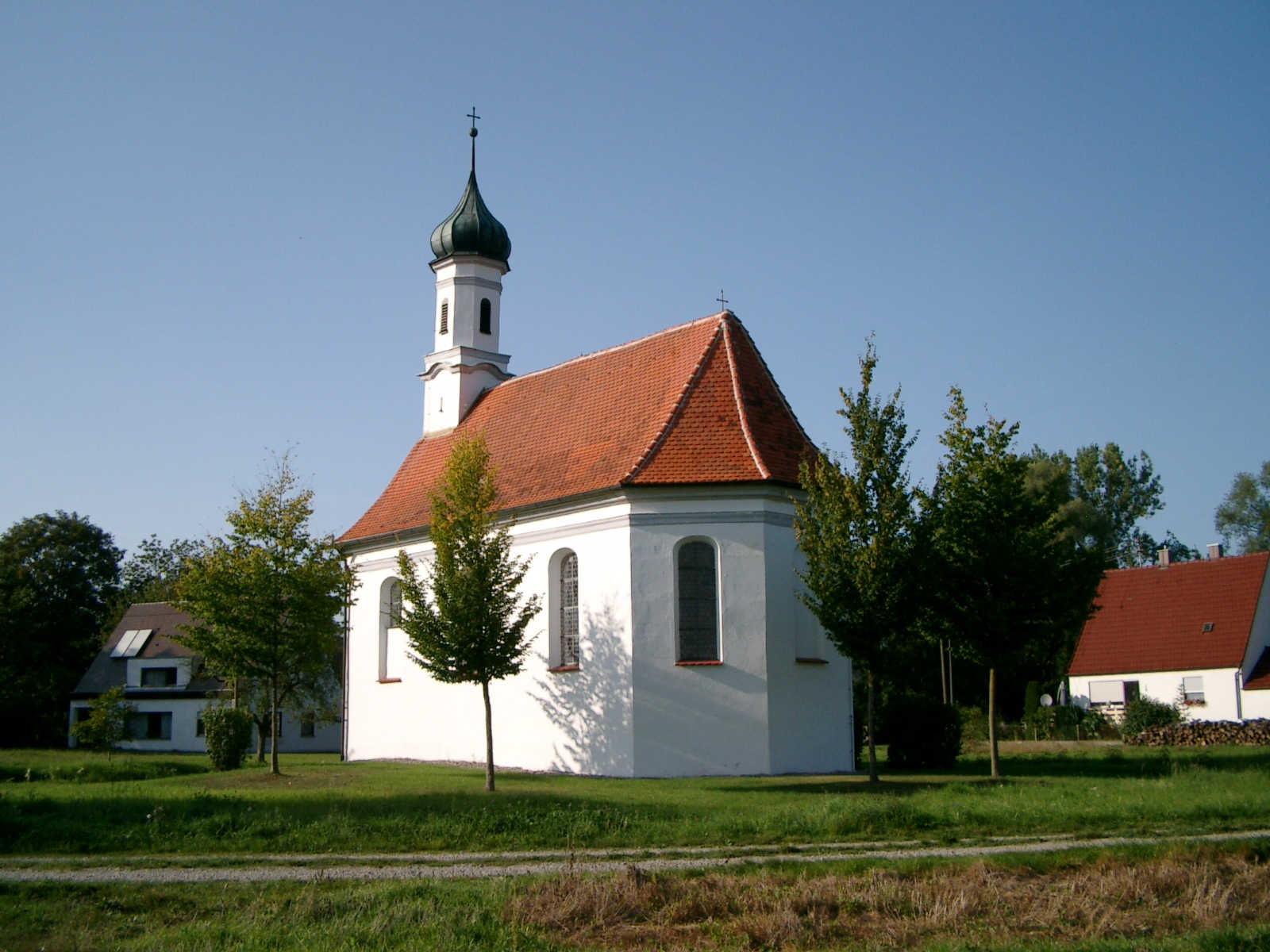
Kapelle Zur Schmerzhaften Muttergottes

Siehe auch: Liste der Baudenkmäler in Druisheim
Der Neubau der Pfarrkirche St. Vitus besitzt eine Rokokoausstattung (u. a. Fresken und Altarbild von Matthäus Günther) aus dem Jahre 1731/32. Der Ortsfriedhof an der Kirche wurde im Jahre 2011 im Friedhofsprojekt des Bayerischen Landesvereins für Familienkunde fotografiert. Über 600 Grabinschriften sind abrufbar.
Am Jakobus-Pilgerweg ist die 1749 in einheitlichem Rokokostil erbaute Kapelle Zur Schmerzhaften Muttergottes gelegen.

## Wirtschaft und Verkehr
Ein Großteil der Einwohner ist in nahegelegenen Industriegebieten beschäftigt.
Druisheim wird im öffentlichen Nahverkehr durch folgende Linien bedient:
| Verbund/Betreiber   | Linie | Laufweg                                                                       | Bedienungshäufigkeit                                        |
| ------------------- | ----- | ----------------------------------------------------------------------------- | ----------------------------------------------------------- |
| Stadtbus Donauwörth | 3     | Allmannshofen – Druisheim – Mertingen – Auchsesheim – Donauwörth – Zirgesheim | Montag bis Freitag dreimal täglich, samstags einmal täglich |
| VDR                 | 110   | Bäumenheim – Mertingen – Druisheim – Heißesheim                               | an Schultagen viermal täglich                               |

Der Ort ist drei Kilometer von der autobahnähnlich ausgebauten Bundesstraße 2 und dem Bahnhof Mertingen entfernt.